# 德朗斯河
德朗斯河（法語：Dranse，法語發音：[dʁɑ̃s]）是法国奥弗涅-罗讷-阿尔卑斯大区上萨瓦省的河流，是罗讷河的左支流，长49.3千米，于拉福尔克拉由阿邦当斯德朗斯河和莫尔济讷德朗斯河汇流而成，于皮布利耶流入萊芒湖。